# Japan Soccer League 1969
Die Japan Soccer League 1969 war die fünfte Spielzeit der japanischen Japan Soccer League. An ihr nahmen 8 Vereine teil. Meister wurden die Mitsubishi Heavy Industries.

## Ergebnisse
| Pl. | Verein                      | Sp. | S  | U | N  | Tore    | Diff. | Punkte |
| --- | --------------------------- | --- | -- | - | -- | ------- | ----- | ------ |
| 1.  | Mitsubishi Heavy Industries | 14  | 10 | 4 | 0  | 029:800 | +21   | 24     |
| 2.  | Toyo Industries             | 14  | 10 | 1 | 3  | 031:100 | +21   | 21     |
| 3.  | Yawata Steel                | 14  | 5  | 5 | 4  | 024:230 | +1    | 15     |
| 4.  | Furukawa Electric           | 14  | 5  | 4 | 5  | 020:200 | ±0    | 14     |
| 5.  | Yanmar Diesel               | 14  | 6  | 1 | 7  | 025:250 | ±0    | 13     |
| 6.  | Nippon Kokan                | 14  | 4  | 3 | 7  | 018:320 | −14   | 11     |
| 7.  | Hitachi                     | 14  | 3  | 4 | 7  | 017:270 | −10   | 10     |
| 8.  | Nagoya Mutual Bank          | 14  | 2  | 0 | 12 | 012:310 | −19   | 04     |

## Preise

### Torschützenkönige
- Hiroshi Ochiai (12 Tore) (Mitsubishi Heavy Industries)

### Best XI
- Kenzō Yokoyama (Mitsubishi Heavy Industries)
- Hiroshi Katayama (Mitsubishi Heavy Industries)
- Yoshio Kikugawa (Mitsubishi Heavy Industries)
- Mitsuo Kamata (Furukawa Electric)
- Aritatsu Ogi (Toyo Industries)
- Yoshitada Yamaguchi (Hitachi)
- Ryūichi Sugiyama (Mitsubishi Heavy Industries)
- Teruki Miyamoto (Yawata Steel)
- Takaji Mori (Mitsubishi Heavy Industries)
- Kunishige Kamamoto (Yanmar Diesel)
- Hiroshi Ochiai (Mitsubishi Heavy Industries)